# Sophira malaysiae
Sophira malaysiae är en tvåvingeart som beskrevs av Albany Hancock och Drew 1995. Sophira malaysiae ingår i släktet Sophira och familjen borrflugor. Inga underarter finns listade i Catalogue of Life.